# Precious Wilson
Precious Wilson, född 18 oktober 1957 i Spanish Town, Jamaica, är en jamaicansk-brittisk sångare som sjöng i gruppen Eruption under 1970-talet.

## Diskografi (urval)
Studioalbum (solo)
- 1980 – On The Race Track
- 1982 – All Coloured In Love
- 1983 – Funky Fingers
- 1986 – Precious Wilson

Studioalbum med Eruption
- 1977 – Eruption
- 1979 – Leave A Light